# ميس رندلياني
ميس رندلياني (الاسم العلمي:Celtis rendleana) هو نوع من النباتات يتبع جنس الميس من الفصيلة القنبية.